# Cyrtodactylus irianjayaensis
Cyrtodactylus irianjayaensis este o specie de șopârle din genul Cyrtodactylus, familia Gekkonidae, ordinul Squamata, descrisă de Herbert Rösler în anul 2001. Conform Catalogue of Life specia Cyrtodactylus irianjayaensis nu are subspecii cunoscute.